# سرمایه‌داری انحصاری دولتی

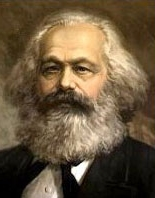
کارل مارکس، تئوریسین و بنیانگذار نظریات مارکسیستی

نظریه سرمایه‌داری انحصاری دولتی (به انگلیسی: state monopoly capitalism) یکی از دکترین‌های مارکسیستی محبوب پس از جنگ جهانی دوم بود. لنین مدعی بود که جنگ جهانی اول لسه فر سرمایه‌داری را به سرمایه‌داری انحصاری تبدیل کرده‌است، اما هرگز هیچ نظریه‌ای در این رابطه منتشر نکرد. این اصطلاح به محیطی اشاره دارد که در آن دولت برای حفاظت از انحصار یا انحصار چندجانبه بنگاه‌ها از رقابت با شرکت‌های کوچکتر در اقتصاد دخالت می‌کند.